# 37218 김윤영
37218 김윤영(Kimyoonyoung)은 로웰 천문대의 로웰 천문대 근지구 천체 탐색(Lowell Observatory Near-Earth-Object Search) 프로젝트를 통해 앤더슨 메사 기지(Anderson Mesa Station)에서 2000년 11월 20일 발견한 소행성이다. 이름은 대한민국의 1991년생 여자 천문학자 김윤영의 이름을 따왔다.

## 같이 보기
- 한국과 관련 있는 소행성 목록